# Shock Wave (Six Flags Over Texas)
Shock Wave in Six Flags Over Texas (Arlington, Texas, USA) ist eine Stahlachterbahn des Herstellers Schwarzkopf GmbH, die 1978 eröffnet wurde. Sie war die erste Achterbahn, die mit zwei aufeinander folgenden Loopings ausgestattet wurde. Ebenso war sie zum Zeitpunkt ihrer Eröffnung die höchste Achterbahn der Welt. Bereits wenige Wochen später wurde der Rekord durch Loch Ness Monster in Busch Gardens: The Old Country (heute: Busch Gardens Williamsburg) gebrochen. Werner Stengel wendete bei Shock Wave zum ersten Mal das Prinzip der Herzlinie an, was sich als Meilenstein der folgenden Achterbahnkonstruktionen herausstellen sollte.

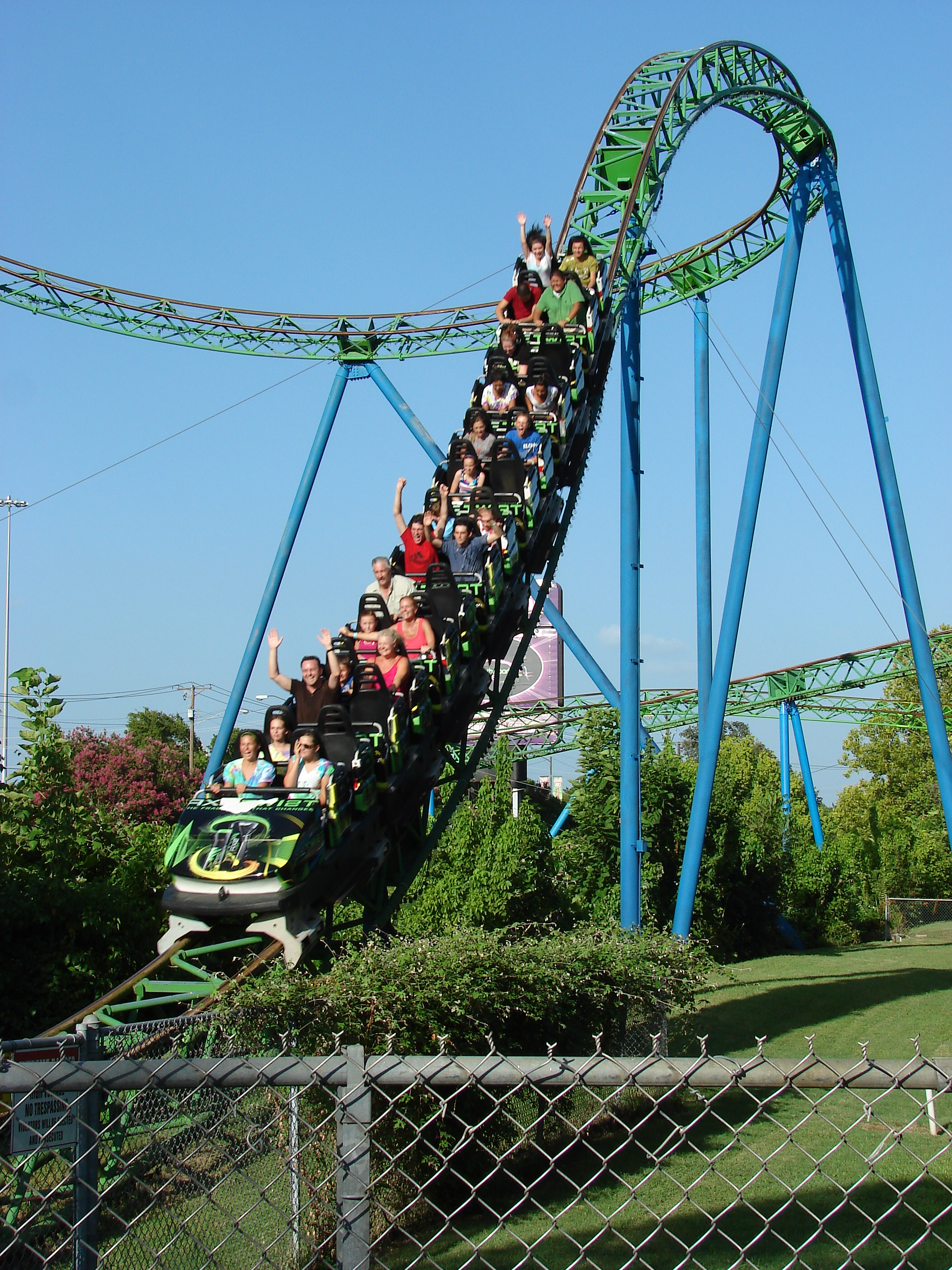

Die rund 1100 m lange Strecke erreicht eine Höhe von 35 m und besitzt einen 32 m hohen First Drop von 49°, auf dem die Züge eine Höchstgeschwindigkeit von 97 km/h erreichen. In den beiden Loopings wirken dabei kurzzeitig bis zu 5,9 g.